# Lubin (stacja kolejowa)

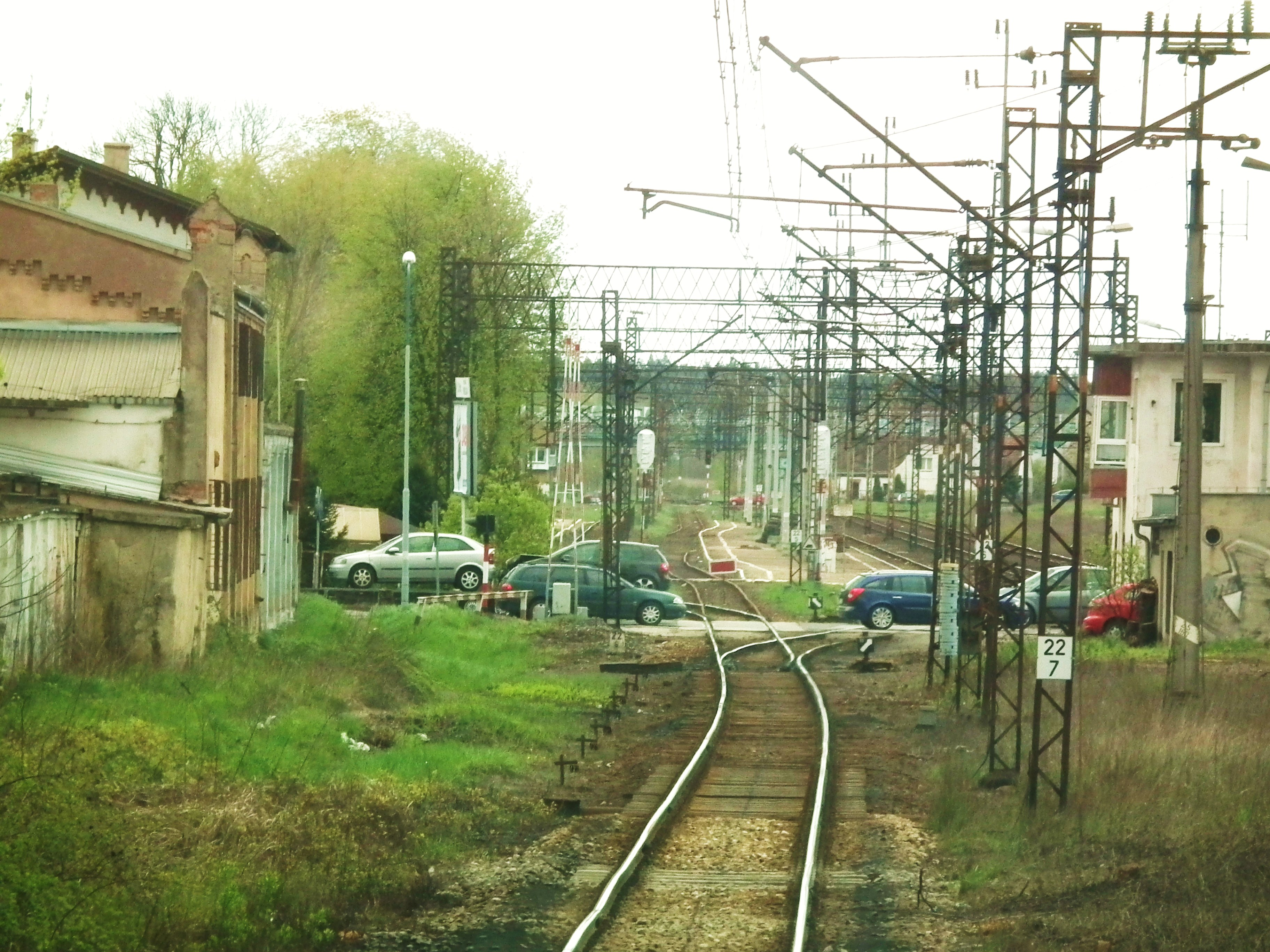
Część układu torowego od strony Rudnej Gwizdanowa

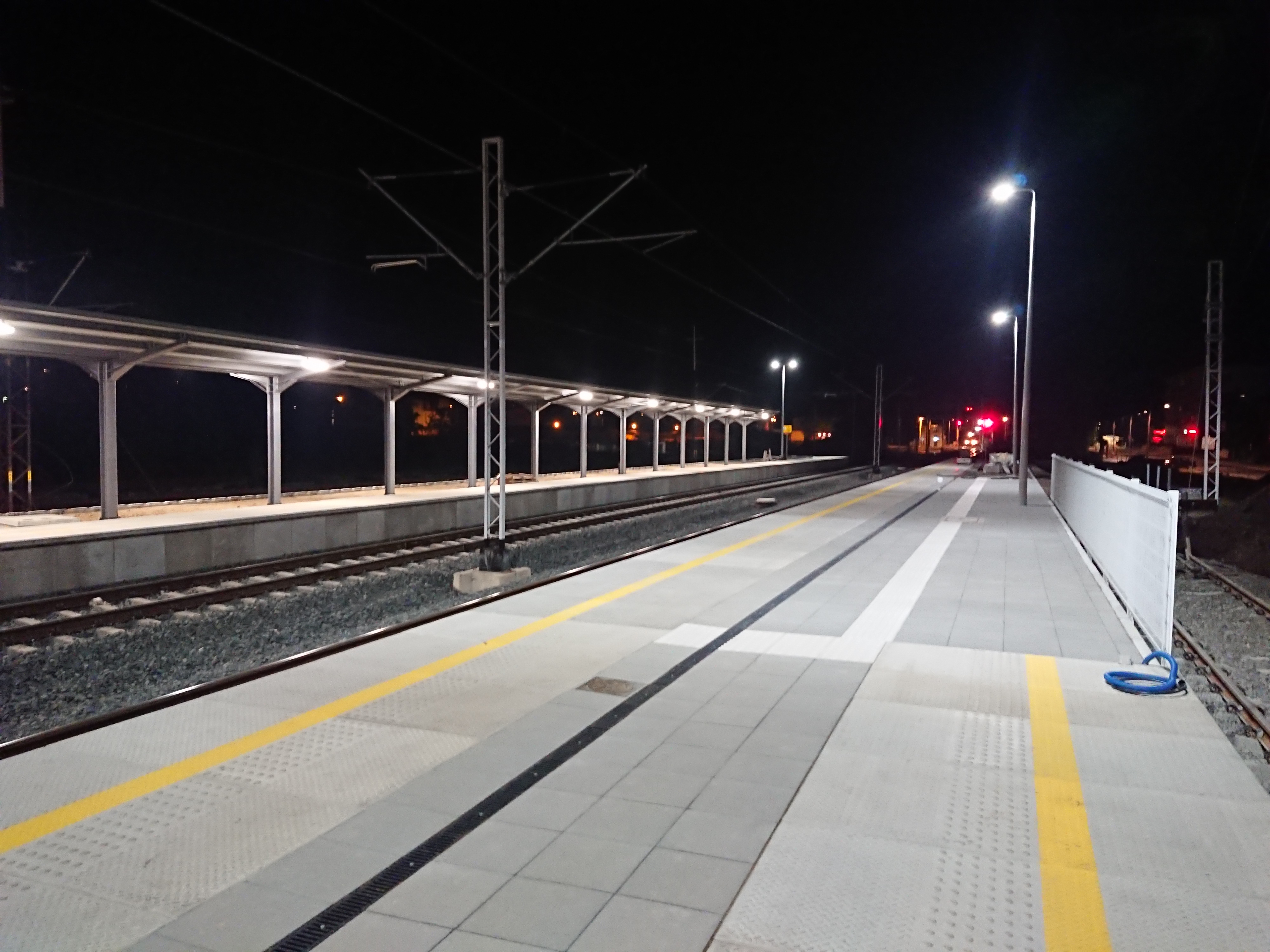
Perony po modernizacji w 2019 roku

Lubin – węzłowa stacja kolejowa w Lubinie, w województwie dolnośląskim, w Polsce.

## Ruch pasażerski
| Rok  | Wymiana pasażerska na dobę |
| ---- | -------------------------- |
| 2017 | –                          |
| 2022 | 2 000                      |

## Historia

### 1869 – 2000
Uroczyste otwarcie dworca kolejowego wraz z pierwszą linią z Legnicy nastąpiło w pierwszy dzień świąt Bożego Narodzenia, tj. 25 grudnia 1869 roku. Linię wybudowało Towarzystwo Kolei Wrocławsko–Świdnicko–Świebodzickiej. Postanowiono do Lubina doprowadzić drogę żelazną by zapewnić dogodny dojazd do licznych zakładów przemysłowych (fabryka instrumentów, cukrownia, mleczarnia) oraz dla licznej jednostki wojskowej (Lubin był w tych latach miastem garnizonowym). W dniu 1 września 1871 roku otworzono linię do ówczesnego Gwizdanowa (dzisiaj Rudna Gwizdanów) i przedłużono linię z Legnicy nadając jej nazwę Liegnitz - Lüben - Raudten.
W dniu 15 września 1910 roku otworzono prywatną linię kolejową do Chocianowa należącą do hrabiów zu Dohna z Chocianowa i von Ballestrem ze Szklar Górnych. Linią wożono ładunki do i z huty żelaza w Chocianowie. Linią kursowały przeważnie 2-3 pociągi pasażersko-towarowe w jedną stronę, wożące również płody rolne z Trzebnic Lubińskich i Brunowa. Po zakończeniu II wojny światowej linia przeszła pod władanie PKP i regularny ruch pasażerski prowadziło się do roku 1985 a towarowy do 1987. Linię rozebrano, a częściowo rozkradziono w 1992 roku. Rozpoczęcie budowy kopalni miedzi w Lubinie doprowadziło w latach 60. do budowy linii kolejowej do Rudnej Głównej KGHM, którą wozi się do dzisiaj urobki z kopalni do hut w Głogowie i Legnicy oraz przewożono linią pracowników kopalni bez regularnego ruchu pasażerskiego. W 1981 roku zmieniono nazwę stacji na obowiązującą do 2018 r., tj. Lubin Górniczy.
Wyremontowano w tym okresie dworzec kolejowy i w 1986 roku zakończono elektryfikację linii Legnica - Rudna Gwizdanów. Na stacji zaczynały i kończyły bieg pociągi osobowe oraz przejeżdżały wraz z postojem pociągi dalekobieżne do Szczecina, Krakowa oraz wagony bezpośrednie z Legnicy do Warszawy przełączane na stacji Głogów do pociągu z Żagania. Sezonowo kursowały pociągi do Kołobrzegu i Bielska-Białej.

### Po 2000
Regularny ruch pasażerski oraz funkcjonowanie kasy biletowej prowadzono do 11 grudnia 2004 roku oprócz sezonowych wakacyjnych kursów do Kołobrzegu i Bielska-Białej. W lutym 2005 roku zamknięto budynek dworca dla osób zewnętrznych i funkcjonowała (do 2006 roku) tylko górna część biurowa gdzie znajdywała się ekspedycja towarowa PKP Cargo. 9 grudnia 2007 roku przywrócono połączenia pasażerskie w stronę Legnicy a 14 grudnia 2008 roku w stronę Rudnej Gwizdanowa. Powtórnie zawieszono ruch pasażerski 31 grudnia 2010 roku gdzie ostatni pociąg żegnali mieszkańcy oraz telewizja z prasą.
Po przejęciu dworca przez Miasto Lubin, w sierpniu 2012 roku budynek, mimo protestów mieszkańców, został wyburzony aby w jego miejscu powstał węzeł przesiadkowy. Prowadzony był tylko spory ruch towarowy i średnio stację odwiedzało 40 pociągów towarowych na dobę.
Po zakończeniu remontu części linii nr 289 i przywróceniu ruchu pasażerskiego w czerwcu 2019 r. zmieniono nazwę stacji na Lubin.
Wraz z zakończeniem remontu całości linii 289 Lubin zyskał pokaźną listę połączeń, obejmująca codzienne kursy pociągów KD do Legnicy, Wrocławia i Głogowa oraz połączenia dalekobieżne obsługiwane przez PKP Intercity w kierunku północno-zachodnim (m.in. do Zielonej Góry, Szczecina i Świnoujścia) oraz południowo-wschodnim (m.in. do Opola, Częstochowy, Katowic, Krakowa czy Lublina). Ponadto Koleje Austriackie ÖBB zezwoliły na przekierowanie pociągu międzynarodowego Nightjet przez stację Lubin, dzięki czemu miasto posiada połączenie z Berlinem, Wiedniem, Budapesztem oraz Przemyślem.

## Linie przechodzące przez stację
Przez Lubin obecnie przechodzą dwie linie kolejowe oraz bocznica do Elektrociepłowni Termal. W przeszłości miasto również było połączone linią kolejową z Chocianowem, która została w 1992 roku rozebrana.
- linia kolejowa nr 289 Legnica – Rudna Gwizdanów
- linia kolejowa nr 971 Lubin Górniczy – Lubin Kopalnia – Rudna Główna KGHM
- linia kolejowa nr 319 Lubin Górniczy – Chocianów – rozebrana w 1992 roku
- bocznica Lubin Górniczy – elektrociepłownia Termal

## Najważniejsze daty z historii kolejowego węzła w Lubinie
- 25.12.1869 – otwarcie linii z Legnicy do Lubina oraz dworca kolejowego
- 01.09.1871 – otwarcie linii z Lubina do Rudnej Gwizdanowa
- 15.09.1910 – otwarcie prywatnej linii do Chocianowa
- 1915 – otwarcie parowozowni
- 27.05.1945 – nadano polską nazwę "Lubiń Lignicki" [potrzebny przypis]
- 01.09.1945 – linię do Chocianowa przejmuje PKP i zawiesza kursowanie pociągów do odwołania
- 01.06.1946 – przywrócenie pociągów na linii do Chocianowa
- 10.09.1946 – zmiana nazwy stacji z "Lubiń Lignicki" na "Lubiń Legnicki" [potrzebny przypis]
- 02.05.1948 – zmiana nazwy stacji z "Lubiń Legnicki" na "Lubin Legnicki" [potrzebny przypis]
- 1960 – otwarcie linii kolejowej nr 971 Lubin Górniczy - Lubin Kopalnia - Rudna Główna KGHM
- 26.05.1968 – zmiana nazwy stacji z "Lubin Legnicki" na "Lubin" [potrzebny przypis]
- 31.05.1981 – zmiana nazwy stacji z "Lubin" na "Lubin Górniczy"
- 02.06.1985 – zawieszenie kursowania pociągów pasażerskich do Chocianowa
- 30.08.1986 – elektryfikacja linii do Legnicy, Rudnej i Lubina Kopalni
- 01.01.1987 – zawieszenie kursowania pociągów towarowych oraz zamknięcie linii do Chocianowa
- 1992 – rozebranie linii kolejowej nr 319 z Lubina Górniczego do Chocianowa
- 11.12.2004 – zawieszenie kursowania pociągów pasażerskich do Legnicy i Rudnej
- 01.05.2005 – zamknięcie budynku dworca
- 2005-2007 – sezonowy kurs pociągów pasażerskich do Kołobrzegu i Bielska Białej (okres wakacyjny)
- 09.12.2007 – przywrócenie połączeń pasażerskich do Legnicy
- 14.12.2008 – przywrócenie połączeń pasażerskich do Rudnej Gwizdanowa
- 01.12.2010 – zawieszenie kursowania pociągów pasażerskich do Legnicy i Rudnej, zostaje wprowadzona kolejowa zastępcza komunikacja autobusowa
- 12.12.2010 – zawieszenie kursowania kolejowej zastępczej komunikacji autobusowej
- 03.08.2012 – wyburzenie budynku dworca kolejowego[7]
- 09.06.2019 - zmiana nazwy stacji z "Lubin Górniczy" na "Lubin"
- 09.06.2019 - przywrócenie połączeń pasażerskich na trasie Lubin - Legnica - Wrocław
- 15.12.2019 - zakończenie remontu linii 289 oraz wprowadzenie nowego rozkładu jazdy, dzięki czemu miasto zyskało połączenie z Głogowem oraz kilka połączeń dalekobieżnych spółki PKP Intercity

## Połączenia
Stacje docelowe do których odjeżdżały pociągi pasażerskie w danych latach 
- 2019  – codzienne kursy pociągów KD do Legnicy, Wrocławia i Głogowa oraz pociągi PKP Intercity w kierunkach północno - zachodnich i południowo - wschodnich, w tym połączenia pociągiem "Nightjet" do Wiednia i Berlina[8]
- 2009-2010 – codziennie do Wrocławia, Legnicy, Głogowa
- 2008-2009 – codziennie do Wrocławia, Legnicy, Głogowa, Rudnej Gwizdanowa, Leszna, ze Szczecina
- 2007-2008 – codziennie do Wrocławia, Legnicy, Międzylesia
- 2006-2007 – sezonowo (czerwiec - wrzesień) do Kołobrzegu, Świnoujścia, Bielska Białej
- – sezonowo (czerwiec - wrzesień) do Kołobrzegu, Bielska Białej
- 2003-2004
  - codziennie do Wrocławia, Legnicy, Głogowa, Rudnej Gwizdanowa
  - sezonowo (czerwiec - wrzesień) do Kołobrzegu, Bielska Białej
- 2001-2002, 2002-2003
  - codziennie do Wrocławia, Legnicy, Głogowa, Rudnej Gwizdanowa, Szczecina
  - sezonowo (czerwiec - wrzesień) do Kołobrzegu, Świnoujścia, Bielska Białej
- 2000-2001
  - codziennie do Wrocławia, Legnicy, Głogowa, Rudnej Gwizdanowa, Szczecina, Rzepina
  - sezonowo (czerwiec - wrzesień) do Kołobrzegu, Świnoujścia, Bielska Białej
- 1997-1998, 1998-1999
  - codziennie do Wrocławia, Legnicy, Głogowa, Rudnej Gwizdanowa, Kostrzyna, Warszawy, z Rzepina
  - sezonowo (czerwiec - wrzesień) do Kołobrzegu, Świnoujścia, Bielska Białej
- 1996-1997 – codziennie do Wrocławia, Legnicy, Głogowa, Rudnej Gwizdanowa, Kostrzyna, Warszawy, z Rzepina

– codziennie do Wrocławia, Legnicy, Głogowa, Rudnej Gwizdanowa, Warszawy, Stargardu Szczecińskiego
- 1993-1994, 1994-1995 – codziennie do Wrocławia, Legnicy, Głogowa, Rudnej Gwizdanowa, Warszawy, Stargardu Szczecińskiego
- 1988-1989 – codziennie do Wrocławia, Legnicy, Głogowa, Rudnej Gwizdanowa, Warszawy, Szczecina, Stargardu Szczecińskiego,  Nowej Wsi Legnickiej, z Kamieńca Ząbk., z Zielonej Góry
- 1967 – codziennie do Wrocławia, Legnicy, Głogowa, Rudnej Gwizdanowa, Warszawy, Szczecina, Krakowa, Chocianowa, z Nysy
- 1954-1955 – codziennie do Wrocławia, Legnicy, Głogowa, Rudnej Gwizdanowa, Szczecina, Zielonej Góry, Chocianowa, Polkowic

## Lokomotywownia
Otworzona w 1915 roku głównie do obsługi parowozów linii do Chocianowa, ale i lokalnego ruchu do Legnicy i Głogowa.
Dawniej była to dwustanowiska parowozownia z kanałami gdzie dysponowano dwoma trzyosiowymi tendrzakami z wrocławskiej fabryki Linke-Hofmann Werke, później z dyrekcji wrocławskiej odkupiono maszynę serii T3. Parowozy nosiły numery inwentarzowe 1,2 i 3 w latach 30. zmienione na 21, 22 i 23.
Do przewozów pasażerskich posiadano trzy wagony osobowe i jeden bagażowo-pocztowy a do ruchu towarowego 12 wagonów.
Obecnie lokomotywownia jest nieco rozbudowana i dalej pełni funkcję kolejową. Znajduje się w niej warsztat napraw drezyn, pługów śnieżnych i innego sprzętu torowego należącego do spółki PKP Polskie Linie Kolejowe.

## Dyżurny ruchu
Do 2002 roku dyżurny ruchu wraz z nastawnią dysponującą znajdował się w budynku dworca kolejowego przy pierwszym peronie. Dyżurny przeniesiony został do dawnej nastawni wykonawczej "Lb2" gdzie znajduje się do dziś. W tej chwili na stacji są dwie nastawnie: wykonawcza (w stronę Legnicy i Termalu) i dysponująca (w stronę Rudnej Gwizdanów i Rudnej Głównej KGHM).